# Marouane Chamakh
Marouane Chamakh, em árabe, مروان الشماخ, (Tonneins, 10 de janeiro de 1984) é um ex-futebolista francês naturalizado marroquino que atuava como atacante.

## Carreira

### Bordeaux
Revelado pelo Bordeaux, atuou pelos Girondins durante muitos anos. Em seu início de carreira, porém, não obteve grande êxito, tornando-se titular na temporada 2004-05, onde marcou 10 gols em 33 partidas.
Após alguns anos, seus 13 gols na Ligue 1 2008-09 ajudaram a equipe a conquistar o título francês, terminando com a hegemonia de sete anos do Lyon e garantindo a vaga direta para a Liga dos Campeões da UEFA da temporada seguinte.
Neste torneio, ganhou destaque em jornais de todo o mundo após a campanha da equipe. O Bordeaux chegou até às quartas-de-final da UEFA Champions League 2009-10, e terminou eliminado pelo Lyon, que havia batido no campeonato nacional da temporada anterior.

### Arsenal
Em 2010, Arsène Wenger, treinador do Arsenal, admitiu publicamente que havia boas chances de Marouane Chamakh começar a próxima temporada como um jogador do clube londrino. Como o contrato do jogador se encerraria no verão europeu de 2010, havia grandes chances deste estar realmente de saída do clube. As especulações ganharam ainda mais força após ser divulgado oficialmente que Chamakh havia recusado a renovação do seu compromisso junto ao Bordeaux. Enfim, no dia 21 de maio de 2010, a contratação se concretizou. Chamakh foi apresentado com a camisa 29.
Em 21 de agosto, na partida contra o Blackpool, Chamakh marcou seu primeiro gol na Premier League. Na mesma partida, sofreu um pênalti, convertido posteriormente por Andrey Arshavin. O jogo terminou com uma goleada de 6-0 para os Gunners, Chamakh foi bem na sua primeira temporada marcando 11 gols em 44 jogos, na temporada 2011-12 teve más atuações e acabou perdendo espaço na equipe e passou a maioria da temporada no banco, marcou apenas 1 gol em 19 jogos.

### West Ham
Em 4 de janeiro de 2013, foi confirmado seu empréstimo, até o final da temporada, para o West Ham United, na tentativa de recuperar seu futebol.

### Crystal Palace
Em 12 de agosto de 2013 Chamakh foi apresentado como jogador efetivo do Crystal Palace por um ano.

### Seleção Marroquina
Chamakh recebeu sua primeira convocação para a Seleção Marroquina em 2003, estreando no dia 7 de junho numa partida contra Serra Leoa. Antes disso, ele chegou a representar a França no Sub-19, neste mesmo ano. Pela França, Chamakh disputou uma única partida contra a República Tcheca, em 12 de fevereiro. Até hoje durante a passagem de Chamakh pela seleção, o Marrocos só se classificou para um torneio de grande expressão, a Copa do Mundo de 2018.
Em 11 de agosto de 2010, Chamakh tornou-se o capitão da Seleção do Marrocos.

## Estatísticas
Atualizado até 5 de maio de 2012.

### Clubes
| Clube             | Temporada         | Liga  | Liga | Liga    | Copa  | Copa | Copa    | Competições europeias | Competições europeias | Competições europeias | Outros torneios¹ | Outros torneios¹ | Outros torneios¹ | Total | Total | Total   |
| Clube             | Temporada         | Jogos | Gols | Assist. | Jogos | Gols | Assist. | Jogos                 | Gols                  | Assist.               | Jogos            | Gols             | Assist.          | Jogos | Gols  | Assist. |
| ----------------- | ----------------- | ----- | ---- | ------- | ----- | ---- | ------- | --------------------- | --------------------- | --------------------- | ---------------- | ---------------- | ---------------- | ----- | ----- | ------- |
| Bordeaux          | 2002-03           | 10    | 1    | 1       | 4     | 0    | 1       | 0                     | 0                     | 0                     | 0                | 0                | 0                | 14    | 1     | 2       |
| Bordeaux          | 2003-04           | 25    | 6    | 2       | 2     | 0    | 0       | 8                     | 4                     | 0                     | 0                | 0                | 0                | 35    | 10    | 2       |
| Bordeaux          | 2004-05           | 33    | 10   | 6       | 3     | 1    | 0       | 0                     | 0                     | 0                     | 0                | 0                | 0                | 36    | 11    | 6       |
| Bordeaux          | 2005-06           | 29    | 7    | 5       | 2     | 0    | 0       | 0                     | 0                     | 0                     | 0                | 0                | 0                | 31    | 7     | 5       |
| Bordeaux          | 2006-07           | 29    | 5    | 4       | 7     | 2    | 1       | 6                     | 0                     | 0                     | 0                | 0                | 0                | 42    | 7     | 5       |
| Bordeaux          | 2007-08           | 32    | 4    | 7       | 5     | 0    | 0       | 7                     | 4                     | 0                     | 0                | 0                | 0                | 44    | 8     | 7       |
| Bordeaux          | 2008-09           | 34    | 13   | 6       | 4     | 0    | 0       | 8                     | 3                     | 1                     | 1                | 0                | 0                | 47    | 16    | 7       |
| Bordeaux          | 2009-10           | 38    | 10   | 1       | 4     | 1    | 0       | 9                     | 5                     | 0                     | 1                | 0                | 0                | 52    | 16    | 1       |
| Bordeaux          | Total             | 230   | 56   | 32      | 31    | 4    | 2       | 38                    | 16                    | 1                     | 2                | 0                | 0                | 301   | 76    | 36      |
| Arsenal           | 2010-11           | 29    | 7    | 6       | 9     | 1    | 1       | 6                     | 3                     | 1                     | 0                | 0                | 0                | 44    | 11    | 8       |
| Arsenal           | 2011-12           | 11    | 1    | 0       | 3     | 0    | 0       | 5                     | 0                     | 1                     | 0                | 0                | 0                | 19    | 1     | 1       |
|                   | Total             | 40    | 8    | 6       | 12    | 1    | 1       | 11                    | 3                     | 2                     | 0                | 0                | 0                | 63    | 12    | 9       |
| Total na Carreira | Total na Carreira | 270   | 64   | 38      | 43    | 5    | 3       | 49                    | 19                    | 3                     | 2                | 0                | 0                | 364   | 88    | 45      |

¹Em Outros torneios, incluindo o Trophée des champions, FA Community Shield, UEFA Super Cup e a Copa do Mundo de Clubes da FIFA.

### Seleção nacional

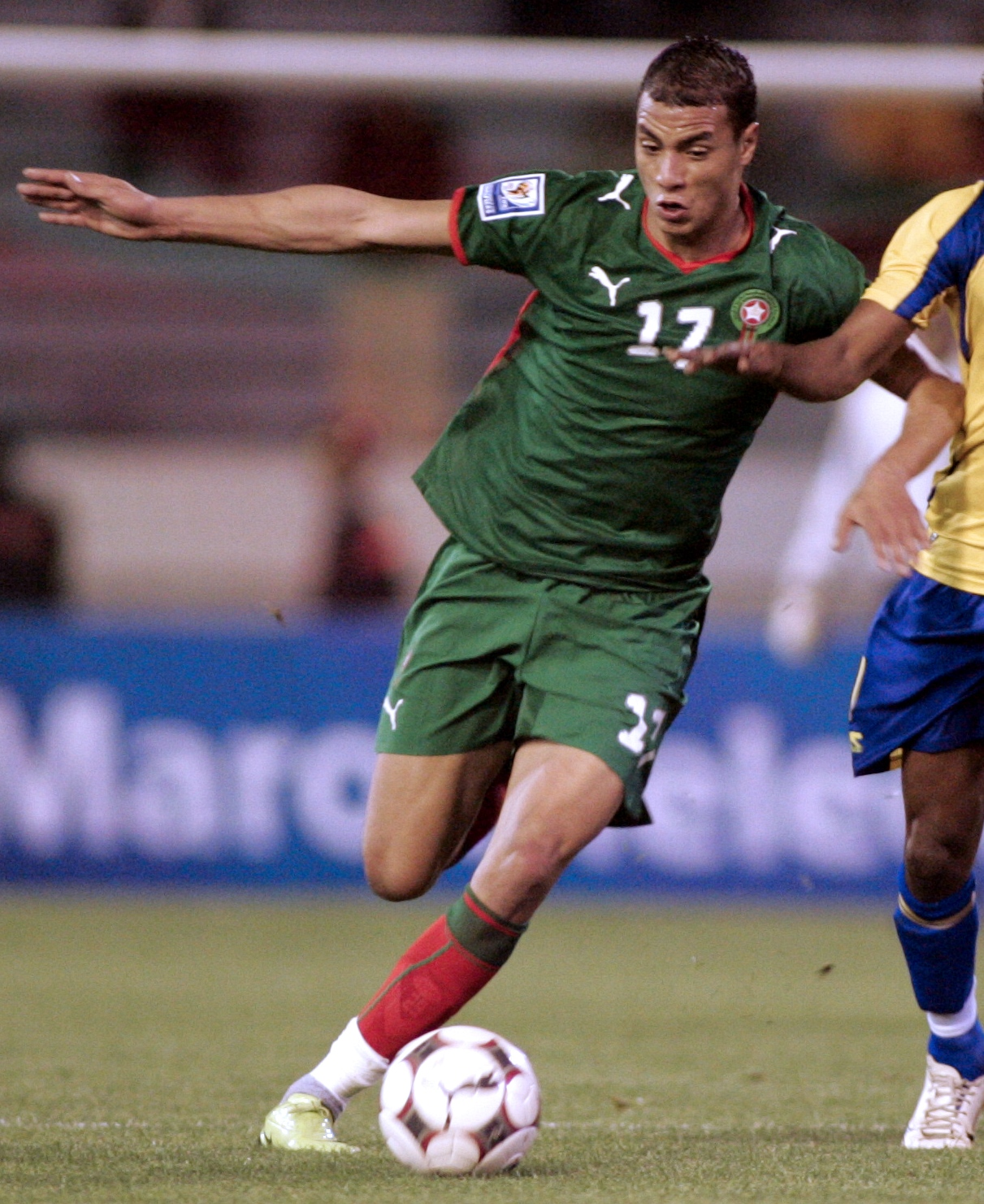
Chamakh atuando pela Seleção Marroquina, em 2009.

| Ano   |       |      |
| Ano   | Jogos | Gols |
| ----- | ----- | ---- |
| 2003  | 6     | 2    |
| 2004  | 13    | 3    |
| 2005  | 6     | 2    |
| 2006  | 8     | 3    |
| 2007  | 6     | 2    |
| 2008  | 8     | 1    |
| 2009  | 5     | 1    |
| 2010  | 4     | 1    |
| 2011  | 4     | 2    |
| 2012  | 2     | 0    |
| Total | 62    | 17   |

|     | Data                   | Local                     | Resultado         | Adversário | Gols | Competição                                         |
| --- | ---------------------- | ------------------------- | ----------------- | ---------- | ---- | -------------------------------------------------- |
| 1.  | 10 de setembro de 2003 | Marrakech, Marrocos       | Trinidad e Tobago | 1–0        | 2–0  | Amistoso                                           |
| 2.  | 10 de setembro de 2003 | Marrakech, Marrocos       | Trinidad e Tobago | 2–0        | 2–0  | Amistoso                                           |
| 3.  | 31 de janeiro de 2004  | Sfax, Tunísia             | Benim             | 1–0        | 4–0  | Copa das Nações Africanas de 2004                  |
| 4.  | 8 de fevereiro de 2004 | Sfax, Tunísia             | Argélia           | 1–1        | 3–1  | Copa das Nações Africanas de 2004                  |
| 5.  | 10 de outubro de 2004  | Conacri, Guiné            | Guiné             | 0–1        | 1–1  | Eliminatórias da Copa do Mundo de 2006             |
| 6.  | 4 de junho de 2006     | Rabat, Marrocos           | Malawi            | 1–1        | 4–1  | Eliminatórias da Copa do Mundo de 2006             |
| 7.  | 8 de outubro de 2005   | Radès, Tunísia            | Tunísia           | 0–1        | 2–2  | Eliminatórias da Copa do Mundo de 2006             |
| 8.  | 9 de janeiro de 2006   | Rabat, Marrocos           | RD Congo          | 1–0        | 3–0  | Amistoso                                           |
| 9.  | 17 de janeiro de 2006  | Marrakech, Marrocos       | Angola            | 1–0        | 2–2  | Amistoso                                           |
| 10. | 2 de setembro de 2006  | Rabat, Marrocos           | Malawi            | 1–0        | 2–0  | Eliminatórias da Copa das Nações Africanas de 2008 |
| 11. | 7 de fevereiro de 2007 | Rabat, Marrocos           | Tunísia           | 1–0        | 1–1  | Amistoso                                           |
| 12. | 2 de junho de 2007     | Casablanca, Marrocos      | Zimbabwe          | 1–0        | 2–0  | Eliminatórias da Copa das Nações Africanas de 2008 |
| 13. | 16 de janeiro de 2008  | Rabat, Marrocos           | Angola            | 1–1        | 2–1  | Amistoso                                           |
| 14. | 31 de março de 2009    | Lisboa, Portugal          | Angola            | 2–0        | 2–0  | Amistoso                                           |
| 15. | 17 de novembro de 2010 | Belfast, Irlanda do Norte | Irlanda do Norte  | 0–1        | 1–1  | Amistoso                                           |
| 16. | 4 de junho de 2011     | Marrakech, Marrocos       | Argélia           | 2–0        | 4–0  | Eliminatórias da Copa das Nações Africanas de 2012 |
| 17. | 9 de outubro de 2011   | Marrakech, Marrocos       | Tanzânia          | 1–0        | 3–1  | Eliminatórias da Copa das Nações Africanas de 2012 |

## Títulos
Bordeaux
- Ligue 1: 2008-09
- Coupe de la Ligue: 2006-07, 2008-09
- Trophée des champions: 2008, 2009

### Prêmios individuais
- Equipe do Ano na Ligue 1: 2009-10